# Distenia langurioides
Distenia langurioides är en skalbaggsart som beskrevs av Bates 1885. Distenia langurioides ingår i släktet Distenia och familjen långhorningar. Inga underarter finns listade i Catalogue of Life.